# Richard Nicolls
Richard Nicolls (Ampthill, c. 1624 - Mar del Norte, 28 de mayo de 1672) fue un oficial militar y administrador colonial inglés que fue el primer gobernador de Nueva York de 1664 a 1668.
Richard Nicolls nació en alrededor de 1624 en Ampthill, Bedfordshire. Dirigió una tropa realista de caballería durante la Guerra Civil Inglesa, y tras la derrota del rey se exilió. Poco después de la Restauración, se convirtió en mozo de cámara del duque de York.

Escudo de armas de Nicolls

### Provincia de Nueva York
Gracias a la influencia del duque de York, en 1664 Nicolls fue nombrado miembro de una comisión junto con Sir Robert Carr (m. 1667), George Cartwright y Samuel Maverick, para conquistar los Nuevos Países Bajos de los holandeses y regular los asuntos de las colonias de Nueva Inglaterra y resolver las disputas entre ellas. La expedición zarpó de Portsmouth el 25 de mayo de 1664 y llegó para la captura de Nueva Ámsterdam el 27 de agosto de 1664.  Nueva Ámsterdam fue entregada a Nicolls el 8 de septiembre de 1664. Bajo la autoridad de una comisión del duque (más tarde rey Jacobo II), Nicolls asumió el cargo de vicegobernador de Nuevos Países Bajos (Nueva York).

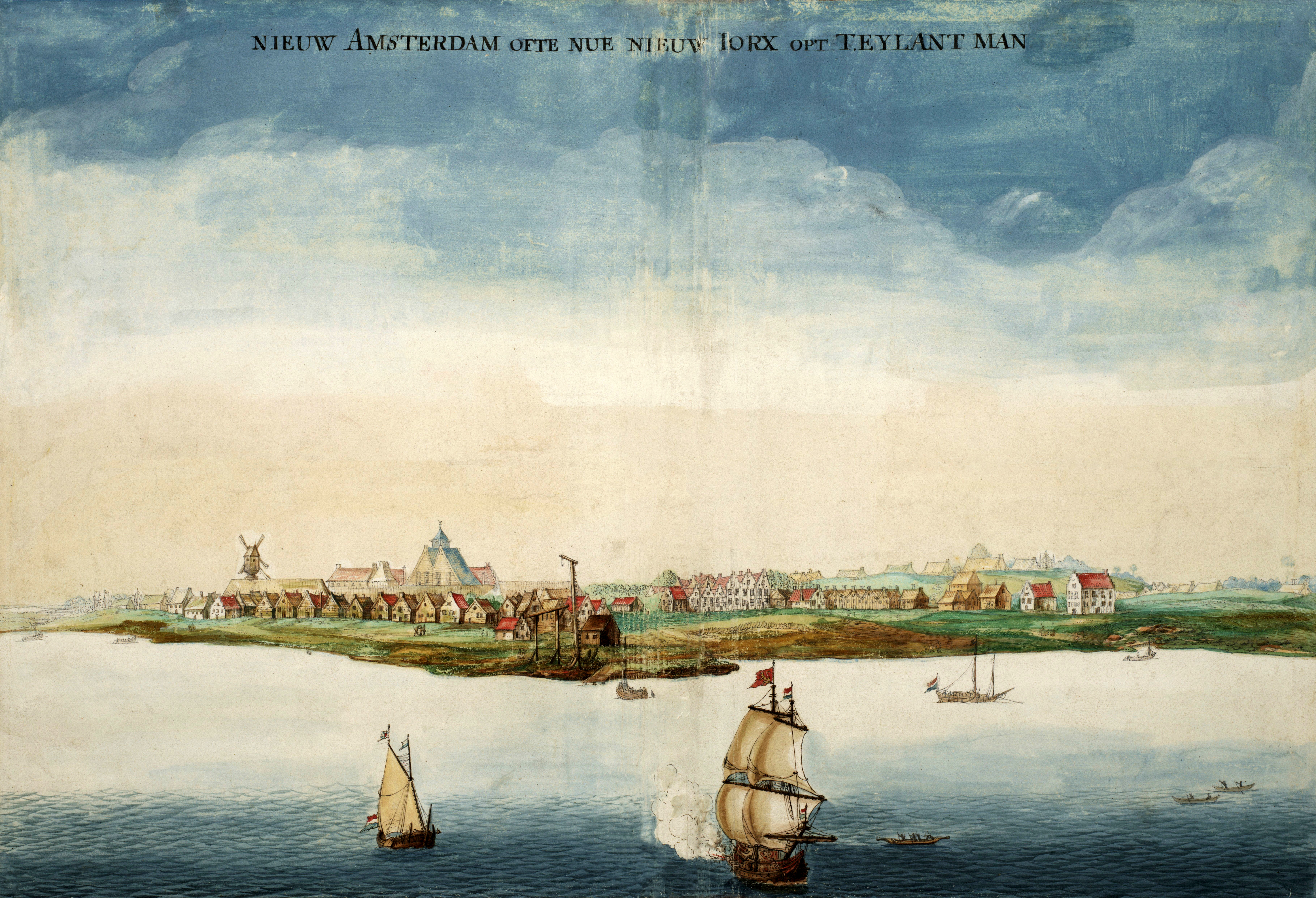
NIEUW AMSTERDAM OFTE NUE NIEUW IORX OPT TEYLANT MAN por Johannes Vingboons (1664), una de las primeras imágenes de Nieuw Amsterdam, realizada el año en que fue conquistada por los ingleses bajo el mando de Richard Nicolls.

Él hizo que la calle 74, comenzando en el río Este, la línea de la frontera sur (que se llamaba la "Línea de Harlem") de la aldea de Nieuw Haarlem (más tarde, la aldea de Harlem); los ingleses también cambiaron el nombre de la aldea a "Lancaster".

#### Sistema legal
Su política fue enérgica pero discreta, y la transición al nuevo régimen se realizó sin problemas y teniendo debidamente en cuenta los intereses del pueblo conquistado. A los antiguos colonos holandeses se les garantizó la posesión de sus derechos de propiedad, sus leyes de herencia y el disfrute de la libertad religiosa. El sistema jurídico inglés y la administración se introdujeron de inmediato en Long Island, Staten Island y Westchester, donde el elemento inglés ya predominaba, pero el cambio se hizo mucho más lentamente en las secciones holandesas.
Un código de leyes, conocido como "Leyes del duque", redactado por el gobernador con la ayuda de su secretario y sobrino Matthias Nicolls, fue proclamado en Hempstead, Long Island, el 1 de marzo de 1665 y siguió en vigor hasta 1683. El código se compiló a partir de los códigos de las colonias de Nueva Inglaterra y preveía juicios con jurado, impuestos proporcionales sobre la propiedad, la emisión de nuevas patentes de tierras y la tenencia de tierras solo con licencia del duque.

### Regreso a Inglaterra
Nicolls regresó a Inglaterra en el verano de 1668 y continuó al servicio del duque de York. Fue sustituido por Francis Lovelace como gobernador de Nueva York. Murió en la batalla naval de la bahía de Southwold, el 28 de mayo de 1672. Su monumento en Ampthill incorpora la bala de cañón que lo mató. 